# ويليام إتش ورثينجتون
ويليام إتش ورثينجتون (بالإنجليزية: William H. Worthington)‏ هو محامي أمريكي، ولد في 2 نوفمبر 1828 في هارودسبورغ في الولايات المتحدة، وتوفي في 22 مايو 1862 في كورينث في الولايات المتحدة.